# Eye, Cambridgeshire
Eye är en ort och civil parish i Storbritannien.   Den ligger i kommunen City of Peterborough i riksdelen England, i den sydöstra delen av landet, 120 km norr om huvudstaden London. Eye ligger 13 meter över havet och antalet invånare är 2 875.
Terrängen runt Eye är mycket platt. Runt Eye är det ganska tätbefolkat, med 230 invånare per kvadratkilometer. Närmaste större samhälle är Peterborough, 5,4 km sydväst om Eye. Trakten runt Eye består till största delen av jordbruksmark.